# Gratowóz
Gratowóz – specjalnie oznakowany pojazd dostosowany do wywożenia odpadów problemowych (w gospodarstwie domowym już nieprzydatnych lub niebezpiecznych),  tak zwanych  gratów (z niem. Gerät - urządzenie - jako określenie dla przedmiotu niezbyt wartościowego, często starego, zniszczonego np. mebel lub sprzęt domowy) na gratowisko.  